# Banské
Banské é um município da Eslováquia, situado no distrito de Vranov nad Topľou, na região de Prešov. Tem 29,86 km² de área e sua população em 2018 foi estimada em 1.874 habitantes.

## Demografia
| Ano:        | 1994 | 2004    | 2014    | 2024    |
| ----------- | ---- | ------- | ------- | ------- |
| Broj ljudi: | 1355 | 1563    | 1811    | 2018    |
| Razlika:    |      | +15,35% | +15,86% | +11,43% |

| Ano:               | 2023 | 2024   |
| ------------------ | ---- | ------ |
| Número de pessoas: | 1974 | 2018   |
| Diferença:         |      | +2,22% |